# George M. Stafford
George M. Stafford (geboren am 7. Mai 1915 in Valley Falls (Kansas); gestorben am 16. Juni 1995 in Washington, D.C.) war Leiter der amerikanischen Regulierungsbehörde Interstate Commerce Commission.

## Leben
George M. Stafford besuchte die örtliche Schule in Valley Falls und anschließend das College in Topeka. Von 1939 bis 1941 arbeitete er in der Steuerverwaltung von Kansas. Vom Januar 1942 bis zum März 1947 leistete er seinen Wehrdienst. Bei der Rückeroberung der Philippinen wurde er verwundet. Er erhielt den Bronze Star und das Purple Heart. Ab 1946 leitete er das Kansas Republican Committee sowie die Wahlkampfkampagne des republikanischen Bewerbers Frank Carlson um den Gouverneurssitz in Kansas. Nach dessen Wahlsieg wurde er ein enger Mitarbeiter Carlsons. Als dieser 1950 die Wahl zum US-Senat gewann, begleitete er ihn nach Washington.
1967 wurde er von US-Präsident Lyndon B. Johnson als Nachfolger von Howard G. Freas für einen Sitz in der Regulierungsbehörde Interstate Commerce Commission vorgeschlagen. Seinen Amtseid legte er am 26. April 1967 ab. Seit 1911 wechselte der Vorsitz der Interstate Commerce Commission jährlich innerhalb der Kommissionsmitglieder. Durch einen Erlass von Richard Nixon wurde diese Praxis 1969 beendet und es damit dem Präsidenten ermöglicht, selbst den Vorsitzenden zu bestimmen. Somit wurde George M. Stafford zum 1. Januar 1970 zum kommissarischen Vorsitzenden ernannt und wurde nach seiner Bestätigung durch den Senat am 13. Mai 1970 zum ersten permanenten Vorsitzenden der ICC. Damit verbunden war eine organisatorische Reform der Behörde. Dieses Amt hatte er inne, bis der von Jimmy Carter bestimmte Nachfolger A. Daniel O’Neal am 5. April 1977 Vorsitzender wurde. In seine Amtszeit fallen die Insolvenz der Penn Central Transportation und weiterer Bahngesellschaften im Nordosten der Vereinigten Staaten mit der letztendlichen Gründung der staatlichen Auffanggesellschaft Conrail, die Betriebsaufnahme von Amtrak, sowie die immer stärker werdende Konkurrenz des LKW-Verkehrs. Während seiner Amtszeit wurde an der starken Regulierung des Transportbereiches festgehalten. Stafford blieb noch bis zum 31. Mai 1980 Kommissionsmitglied. Sein Nachfolger wurde Malcolm M. B. Sterrett.
George M. Stafford war seit 1947 verheiratet mit Lena Lamendola und hat mit ihr drei Kinder. Er starb an Nierenversagen.